# Kupino
Kupino (russisch Купино) ist eine Stadt in der Oblast Nowosibirsk (Russland) mit 14.893 Einwohnern (Stand 14. Oktober 2010).

## Geographie
Die Stadt liegt im südöstlichen Teil des Westsibirischen Tieflandes, etwa 580 km westsüdwestlich der Oblasthauptstadt Nowosibirsk südlich des Tschanysees nahe der kasachischen Grenze. Das Klima ist kontinental.
Die Stadt Kupino ist Verwaltungszentrum des gleichnamigen Rajons. Die nächstgelegene Stadt ist Karassuk 85 km südöstlich von Kupino.

## Geschichte
Kupino entstand 1886 als Dorf, das seinen Namen vermutlich vom Familiennamen (Kupin) des damaligen Ortsbesitzers erhielt. Das Stadtrecht wurde im Jahre 1944 verliehen.

### Bevölkerungsentwicklung
| Jahr | Einwohner |
| ---- | --------- |
| 1939 | 12.328    |
| 1959 | 23.185    |
| 1970 | 20.799    |
| 1979 | 19.331    |
| 1989 | 19.518    |
| 2002 | 16.878    |
| 2010 | 14.893    |

Anmerkung: Volkszählungsdaten